# Кястутіс Ланчінскас
Кястутіс Ланчінскас (лит. Kęstutis Lančinskas) — литовський юрист та поліцейський.

## Біографія
У 1992 році закінчив Вільнюський університет, юридичний факультет.
У 1990—1991 роках — слідчий слідчої комісії МВС Литви. У 1991—1992 — інспектор відділу розслідування організованих злочинів у Вільнюському головному поліцейському управлінні, у 1992 — інспектор підкомітету 1 Спеціального комітету з питань кримінальної поліції Комісаріату.
У 1992—1998 роках — перший секретар Консульського відділу Міністерства закордонних справ Литовської Республіки, Перший секретар Посольства Латвійської Республіки, Перший секретар Посольства Латвійської Республіки, Перший секретар Посольства Литовської Республіки в Ізраїлі.
У 1998—1999 роках — комісар Департаменту поліції при Міністерстві внутрішніх справ Литви. У 1999—2001 роках працював уповноваженим Департаменту міжнародного співробітництва Міністерства внутрішніх справ, у 2001—2004 роках — старший комісар Департаменту міжнародного співробітництва та європейської інтеграції при Міністерстві внутрішніх справ, у 2004—2005 роках — начальник відділу міжнародного співробітництва Міністерства внутрішніх справ, де він також був відповідальним за участь Литви в операціях з підтримання миру та її приєднання до Шенгену.
З січня 2009 року був начальником Вільнюського округу поліції, а до цього — заступником генерального комісара поліції Литви.
З 2016 р. — Голова Консультативної місії Європейського Союзу в Україні.